# シロガオリュウキュウガモ

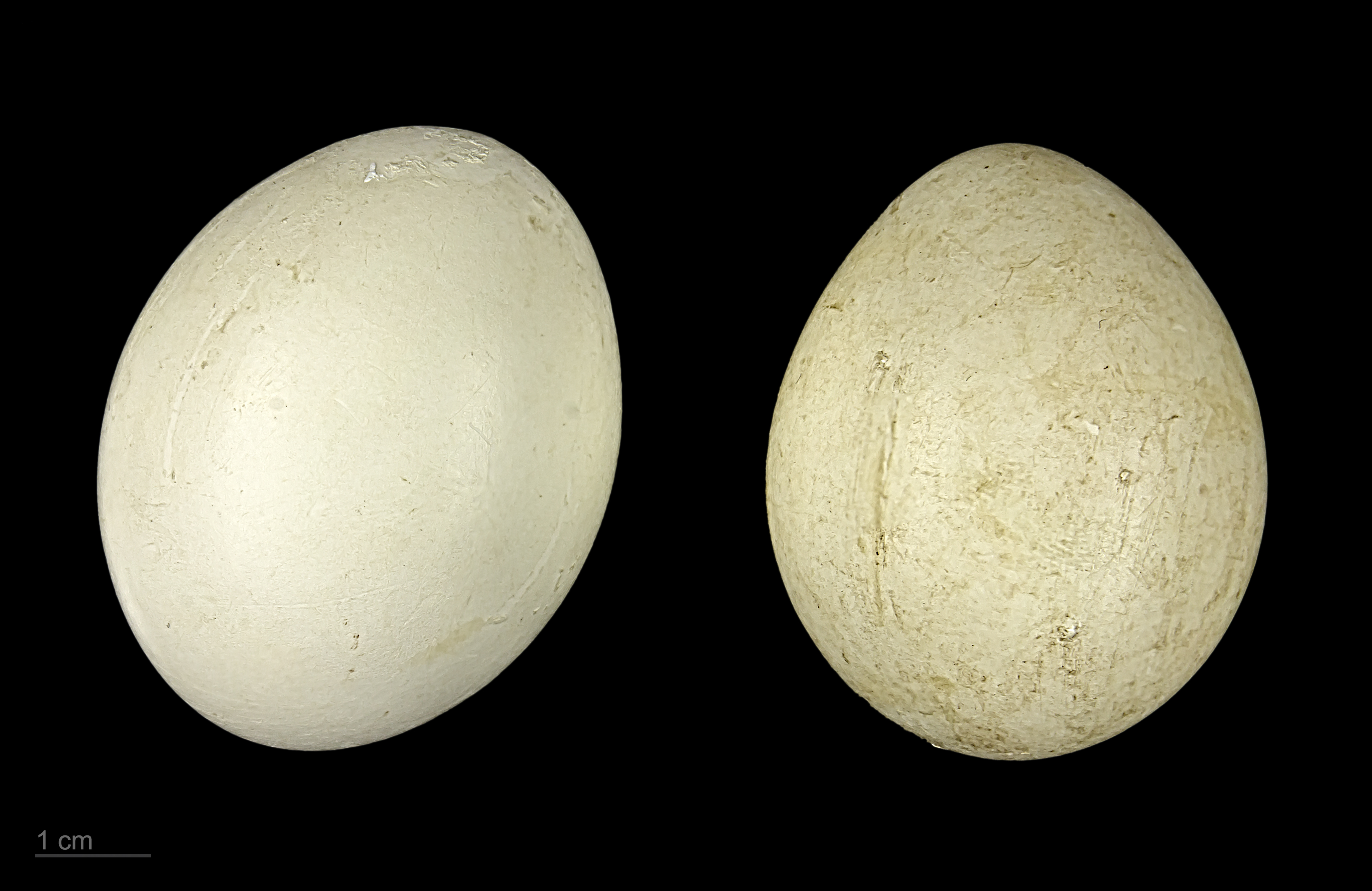
Dendrocygna viduata

シロガオリュウキュウガモ (白顔琉球鴨、学名 Dendrocygna viduata) は、鳥類カモ目カモ科に分類される鳥類の一種。

## 形態
全長38-48センチメートル。重502-820グラム。
首と脚が長く、胸は栗色、首と頭は黒、顔は白、足は灰色。

## 分布
南アメリカ・サブサハラアフリカ・マダガスカル・コモロでは、普通に見られる。

## 亜種
単型種である。

## 生態
湿地に生息する。水の利用可能性による数百キロ移動する可能性が示されている。
植物（草・種・米）や動物（軟体動物・甲殻類・昆虫）を通常夜に食べる。
地面や草やヨシ原に植物の巣作り。産卵数は4-13個で抱卵日数は26-28日である。

### 音声データ
- シロガオリュウキュウガモの鳴き声。[ヘルプ/ファイル] : 再生時間: 00:00:04、ファイルサイズ: 224KB